# 高塘岛
高塘岛是浙江省第12大岛屿，位于象山县南部，与大陆之间隔箬渔洋，东侧与南田岛之间隔狭长水道，并有一座跨海大桥沟通南田岛。总面积39.11，由于人口流出，岛上常住人口约1.7万。象山县在岛上设立高塘岛乡，管辖本岛及南部的花岙岛。三门口大桥将岛和大陆相连。

## 历史
隋唐时岛上便有居民。明朝洪武十七年（1384年）为防倭寇被封禁，二十年（1387年）居民均被前往内地。清朝光绪元年（1875年）开禁，光绪六年（1880年），南田垦务局将乌岩、珠门、箬鱼、金高椅岛连为一体，名为龙泉塘岛，以箬鱼山龙泉塘得名。自此有居民自陆上迁入。后因塘田地势高，改称高塘。民国元年（1912年）属南田县，民国二十九年属三门县。